# Carnegie Hall Tower
Carnegie Hall Tower – wieżowiec położony w dzielnicy Midtown Manhattan w Nowym Jorku w Stanach Zjednoczonych. Został zaprojektowany przez Césara Pelliego. Budynek ma 231 metrów wysokości i liczy 60 kondygnacji. Został zbudowany w całości z betonu. Jest 51. najwyższym budynkiem w Nowym Jorku.